# Pouytenga (département)
Pour la ville chef-lieu, voir Pouytenga.
Pouytenga est un département et une commune urbaine de la province du Kouritenga et la région Centre-Est du Burkina Faso.
En 2003, le département comptait 59 280 habitants. Au recensement général de 2006, le département comptait 75 250 habitants.

## Villes et villages
Le département et la commune de Pouytenga comprend une ville chef-lieu (données de population actualisées de 2006) :
- Pouytenga (60 618 habitants en 2006, 45 061 habitants en 2003), divisée en 5 secteurs :

- Secteur 1 (8 672 habitants)
- Secteur 2 (15 877 habitants)
- Secteur 3 (16 993 habitants)
- Secteur 4 (11 471 habitants)
- Secteur 5 (7 605 habitants)

et 17 villages (totalisant 14 632 habitants en 2006) :
- Belmin (767 habitants)
- Dassambin (469 habitants)
- Goghin (593 habitants)
- Gorbilin (342 habitants)
- Gorkassinghin (323 habitants)
- Kalwartenga (1 723 habitants)
- Konlastenga (439 habitants)
- Kourit-Bil-Yargo (1 343 habitants)
- Kourityaoghin (484 habitants)
- Léamtenga (635 habitants)
- Nimpougo (834 habitants)
- Noessin (641 habitants)
- Pelga (1 904 habitants)
- Pouytenga-Peulh (131 habitants)
- Signenoghin (798 habitants)
- Zaongo (452 habitants)
- Zoré (2 704 habitants)